# Heliocentrikus világkép

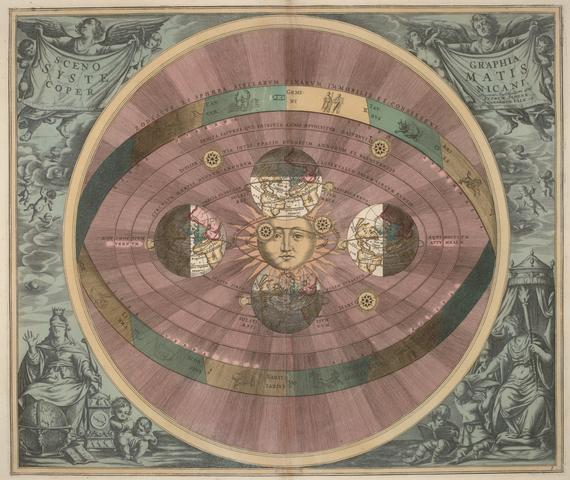
Heliocentrikus világkép Andreas Cellarius Harmonia Macrocosmica c. művében, 1708

A heliocentrikus világkép (görög Ηλιος vagyis Helios, Nap) szerint a Nap a Világmindenség közepe. A csillagászati elméletet heliocentrikus modellnek nevezzük, eszerint a Nap van a Naprendszer központjában.
Elterjedése Kopernikusz nevéhez fűződik. Elméletét, amely a Naprendszert úgy modellezi, hogy annak középpontjában nem a Föld, hanem a Nap van, a tudomány történetének legfontosabb hipotézisei között tartják számon – gyakorta a csillagászat és a modern tudományok kiindulópontjának tekintik (kopernikuszi fordulat).
A heliocentrikus világképet elsőként Pontoszi Hérakleidész és Szamoszi Arisztarkhosz fogalmazta meg a Kr. e. 3. században, a következő tudós, aki a heliocentrikus modellel érdemben foglalkozott, Alexandriai Hüpatia volt a Kr. u. 4. században. 
Arisztarkhosz először a Nap hozzávetőleges méretét becsülte meg, és úgy találta, hogy az jóval nagyobb a Földnél. Ezt alapul véve elképzelhetetlennek tartotta, hogy egy ekkora óriási test a piciny Föld körül keringjen, hanem inkább fordítva van a dolog. Kikövetkeztette továbbá, hogy a Föld forog a saját tengelye körül és ez okozza a csillagok látszólagos vándorlását az égbolton.
Abban az időben mások is foglalkoztak ezzel a gondolattal, de mégsem ez a szemlélet vált uralkodóvá, hanem Ptolemaiosz geocentrikus modellje, amely a mozdulatlan Földet állította a világegyetem középpontjába.
Kopernikusz több mint húsz év munkájával dolgozta ki a heliocentrikus világképet, amit elsőként a „Nicolai Copernici de hypothesibus motuum coelestium a se constitutis Commentariolus” („Nikolausz Kopernikusz kis kommentárja az égi mozgásokra vonatkozó, saját maga által kidolgozott hipotézisekről”) című művében hét alaptételben foglalt össze.

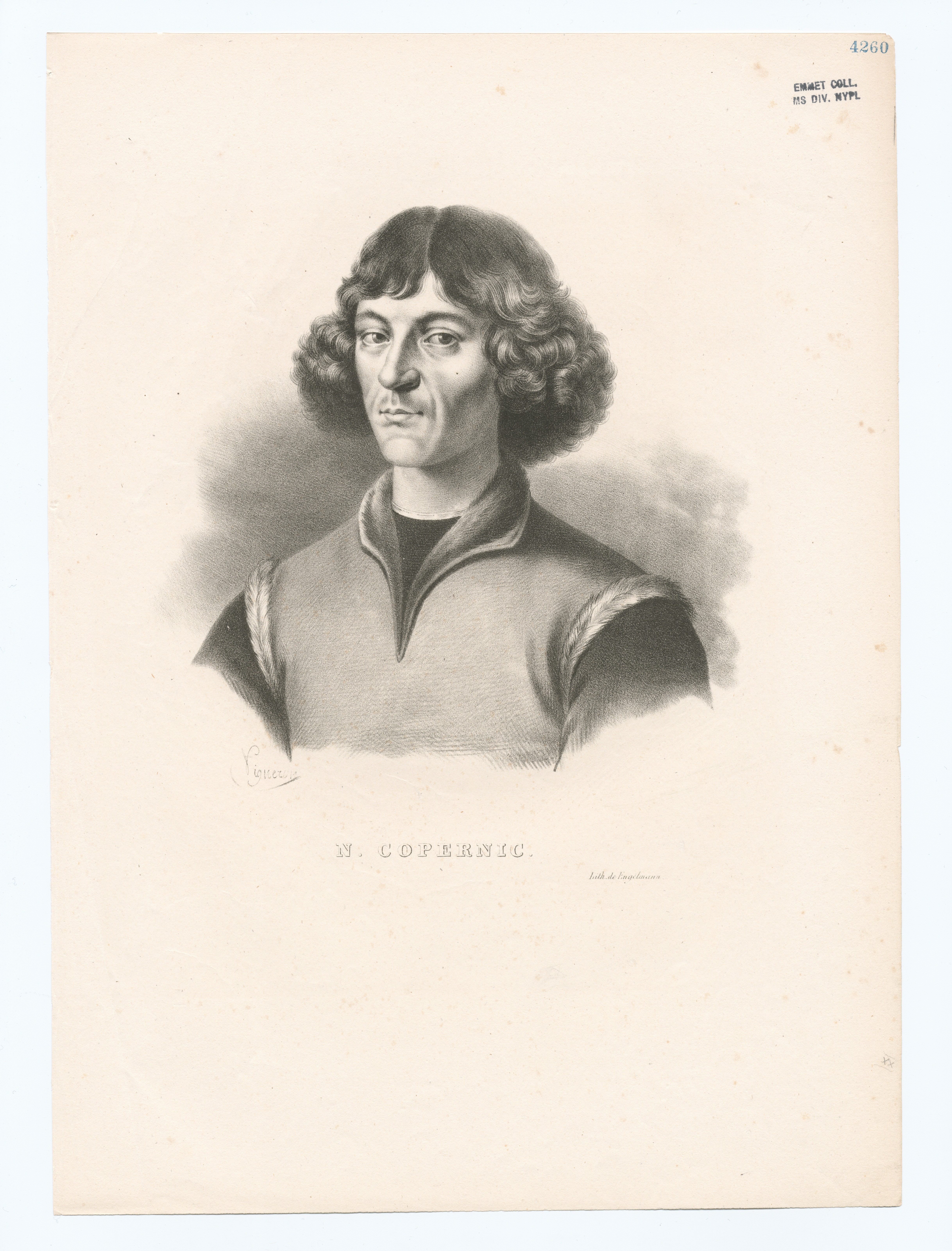
A heliocentrikus világkép elterjedése Kopernikusz nevéhez fűződik

1. Az égitestek nem egyazon  középpont körül keringenek.
2. A Föld középpontja nem középpontja a Világmindenségnek, hanem csak a nehézkedésnek és a Hold mozgásának.
3. Minden körmozgás a Nap körül történik, mintha ez lenne a Világmindenség középpontja.
4. A Nap–Föld távolság, illetve a Föld és a csillagos égbolt távolságának aránya kisebb, mint a földgömb rádiusza és a Nap–Föld távolság aránya, úgyhogy a csillagos égbolt méretéhez képest elhanyagolható.
5. Mindaz, amit az állócsillagok égboltján mint mozgást észlelünk, nem olyannak mutatkozik, mint amilyen ténylegesen, hanem olyan, mint amilyennek a Földről látszik. A Föld tehát a rajta levő tárgyakkal együtt naponta megfordul változatlan pólusa körül. Ezzel szemben az állócsillagok szférája, mint a legkülső égbolt, mozdulatlan.
6. Mindaz, amit a Nap mozgásában megfigyelhetünk, nem önmagától áll elő, hanem a Föld mozgása révén, mert a Föld épp úgy a Nap körül mozog, mint a többi bolygó. A Föld ezen kívül más mozgásokat is végez.
7. A bolygók mozgásában csak a földi megfigyelő lát direkt és retrográd szakaszokat. Az égbolt számos jelensége csak a Föld mozgásával magyarázható.

A heliocentrikus elmélet elfogadása – legalábbis az európai tudományos körökben – Galileo Galilei, Tycho Brahe, Johannes Kepler és Isaac Newton nevéhez fűződik. Galilei ismertette az elméletet széles körben. Brahe megfigyelései az égitestek mozgásáról és az állócsillagok szférájának változékonyságáról, valamint Kepler ezeket értelmező munkája ellentétbe került az addig érvényes geocentrikus világképpel (és a kopernikuszi modell részleteivel is). Newton tömegvonzásról szóló törvénye világos és egyértelmű elméleti magyarázattal támasztotta alá a heliocentrikus világképet, és különlegesen pontos előrejelzéseket tett lehetővé. A Kopernikusz által elkezdett paradigmaváltást gyakran kopernikuszi forradalom néven is említik.

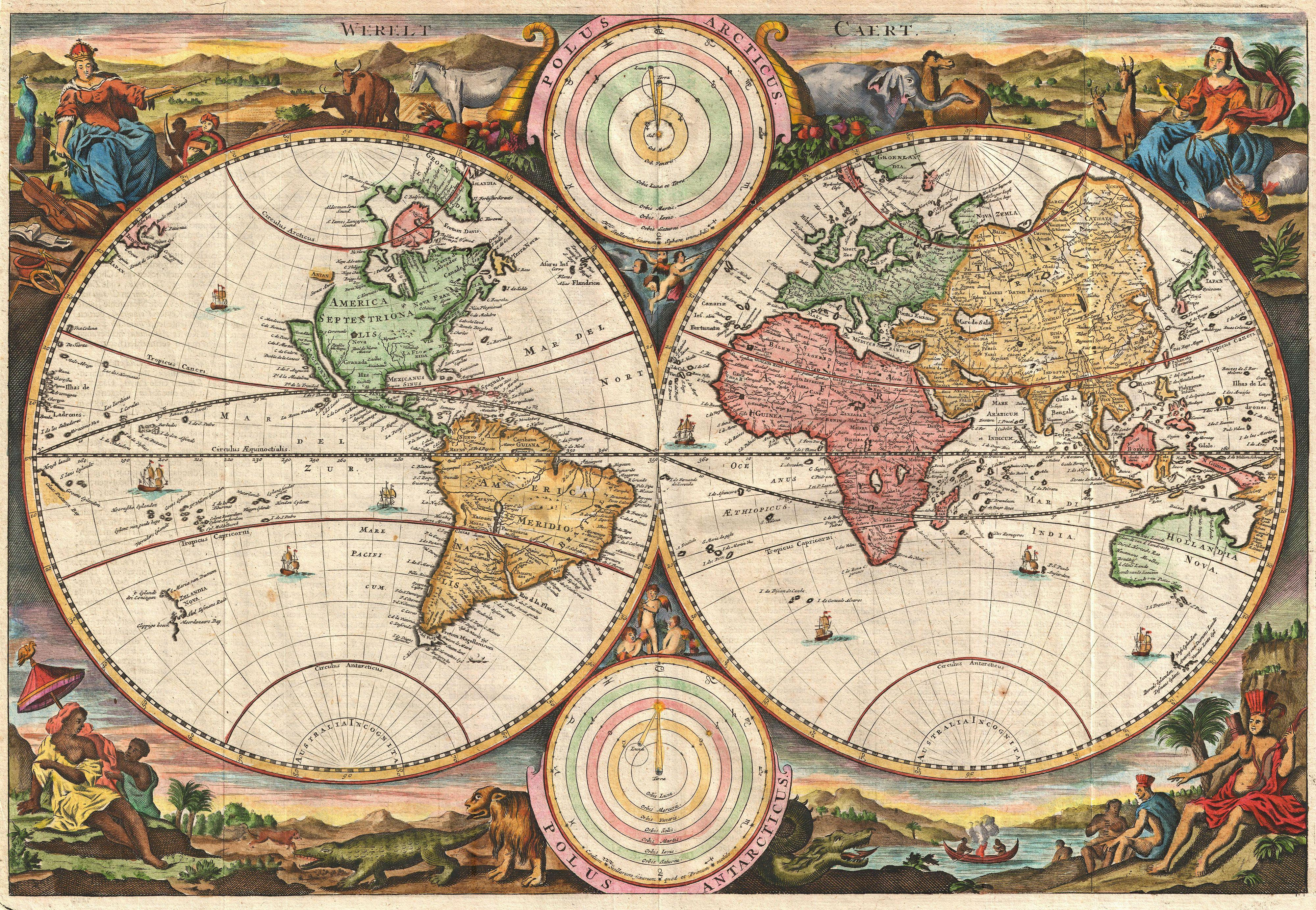
Világtérkép a heliocentrikus modelllel illusztrálva (1730)

Már korábban előfordult az a feltételezés, hogy a Nap csak egy csillag a többi között. Nicolaus Cusanus is ezt állította, hirdette még a Világegyetem végtelenségét, csakúgy, mint Giordano Bruno aki még azt is állította, hogy a világmindenség homogén, bármerre mennénk benne, ugyanazt látnánk és a Naprendszer nincs kitüntetett helyzetben. Sir William Herschel felfedezte, hogy a Nap nincs a csillagvárosunk közepén, az 1900-as években pedig fény derült arra, hogy a Tejútrendszer csak egy galaxis a sok közül. Ennek fényében a „Világmindenség középpontja” kifejezés matematikailag és fizikailag értelmét veszíti. Jelenleg Giordano Bruno azon intuíciója körül zajlik a leglázasabb csillagászati kutatás, hogy szerinte az exobolygókon élet is lehetséges. Ha erre bizonyítékot lehet találni, akkor a Föld biológiai értelemben sem a „Világmindenség középpontja” többé.
Mindezek alapján kijelenthető, hogy a „heliocentrikus világkép” tudományos kifejezésként elavult, bár gyakran a „heliocentrikus modell” kifejezést értik alatta.